# 14 ngày phép
14 ngày phép (tựa đề tiếng Anh: 14 days, tựa đề gốc: 14 ngày) là phim điện ảnh lãng mạn của Việt Nam năm 2009 do Hãng phim Chánh Phương sản xuất và phát hành. Bộ phim được viết kịch bản và đạo diễn bởi Nguyễn Trọng Khoa với dàn diễn viên Trịnh Hội, Ngọc Lan, Thái Hòa, Bình Minh, Kinh Quốc, Kim Phượng.

## Nội dung
Anh chàng Việt kiều tên Dũng là một kỹ sư công nghệ thông tin quyết định dành hết ngày phép năm của mình về thăm và tìm hiểu quê hương. Nhưng Dũng lại bị Lâm, một người bạn cũng là Việt kiều, lôi kéo vào một thế giới của tiệc tùng và phụ nữ. Dũng đã trở thành một tay săn gái có hạng, trải qua nhiều thăng trầm trong 14 ngày phép khi anh về quê mẹ với sự giúp sức của Hiền và Thảo.
Bị cuốn hút bởi sự quyến rũ và cách ăn nói có duyên của Thảo, nhưng Dũng lại phát hiện ra Thảo đã từng là gái bia ôm. Anh đã giúp Thảo vượt qua tất cả và được Thảo đưa về quê Sóc Trăng. Chuyến đi này đã cho Dũng có những cảm nhận khác về quê hương của mình và hiểu được tầm quan trọng của tình cảm gia đình và sự hy sinh cho người thân của mình.

## Phân vai
- Trịnh Hội ..vai Dũng
- Nguyễn Thị Ngọc Lan ..vai Thảo
- Hồ Thái Hòa ..vai Lâm
- Nguyễn Bình Minh ..vai Hiền
- Kinh Quốc ..vai Kiệt
- Nguyễn Thụy Kim Phượng ..vai Hà Tiên
- Huỳnh Khương Ngọc Quyên ..vai Ái Vy
- Nguyễn Bảo Quỳnh Thư ..vai Liêm
- Nguyễn Hữu Hậu ..vai Ba Thảo
- Trần Bích Hằng ..vai Má Thảo
- Vy An ..vai Giao
- Nguyễn Thị Bích Vân ..vai Dì Tư
- Phạm Văn Môn ..vai Chú Tám
- Phạm Thị Kim Liên ..vai Thím Tám
- Nguyễn Thị Hoa ..vai Bà già ca vọng cổ
- Nguyễn Hữu Thành ..vai Ông già trong hẻm
- Lưu Triệu Hiền Lâm ..vai Cu Tý
- Trần Thịnh Cường ..vai Cậu bé đánh giày
- Võ Thị Lệ Na ..vai Vân
- Hồ Thiện Hiếu ..vai Nam
- Lê Thị Bê La ..vai Cô gái trong quán cà phê
- Đỗ Đình Thụy Khanh ..vai Nhân viên văn phòng

## Sản xuất và phát hành

### Sản xuất
Tiếp nối thành công của phim Dòng máu anh hùng năm 2007,  hãng phim Chánh Phương Đâu cùng một số nhà làm phim gốc Việt bắt tay vào thực hiện bộ phim điện ảnh thư hai của hãng. Dự án 14 ngày có kinh phí 300.000 USD được ra mắt trong buổi họp báo ngày 26 tháng 3 năm 2008, đây là bộ phim điện ảnh đầu tiên mà Nguyễn Trọng Khoa và Thiện Hội thực hiện tại Việt Nam.
14 ngày chính thức bấm máy từ ngày 4 tháng 4 năm 2008 tại Thành phố Hồ Chí Minh, với bối cảnh chính tại đây và Sóc Trăng.
Kịch bản phim là thành quả của Trọng Khoa sau ba năm trở về và sinh sống trong nước, với độ dày hơn 100 trang. Nhưng khi hoàn tất bộ phim, bản dựng sơ ban đầu có độ dài khoảng 3 giờ.
Thời điểm phát hành 14 ngày phép ban đầu được dự định vào giáng sinh năm 2008, nhưng các bản dựng sau đó đã không làm đạo diễn Nguyễn Trọng Khoa hài lòng nên đầu năm 2009, bộ phim được đưa Mỹ dựng lại bởi đạo diễn Trần Quang Hàm.

### Phát hành
Sau buổi họp báo ra mắt ngày 21 tháng 4, 14 ngày chính thức ra rạp từ ngày 24 tháng 4 với tựa đề tiếng Việt mới 14 ngày phép.  Khá trùng hợp với tựa đề, 14 ngày phép thất bại về cả doanh thu khi chỉ được công chiếu trong 14 ngày sau khi nhận về nhiều lời chê bai từ phía khán giả lẫn giới chuyên môn.
Ngày 5 tháng 6 năm 2024, 14 ngày phép được phát hành trực tuyến trên dịch vụ Netflix.

## Đón nhận

### Đánh giá
Ngay sau khi phát hành, 14 ngày phép đã nhận về những phản ứng có phần khá gay gắt, tập trung vào việc bộ phim phản ánh hiện thực đen tối của thành phố, nhân vật chính chưa thuyết phục, tình tiết khiên cưỡng, phim không có cao trào. Bộ phim khá lan man và dài dòng khi dành một nửa thời lượng chỉ để đưa khán giả và nhân vật chính trải nghiệm những tiêu cực của một thành phố lớn, những đứa trẻ đánh giày lừa đảo, những tụ điểm ăn chơi và những cô gái lẳng lơ. Tính cách nhân vật không được nhất quán vì một con người trí thức nhưng khờ khạo và lơ ngơ như một đứa trẻ, dễ bị dụ dỗ lôi kéo. Theo tiêu chuẩn 1 trang 1 phút, thì bản dựng ban dầu tương đương với 180 trang kịch bản, đồng nghĩa với việc toàn bộ nội dung đã quay vượt xa thời lượng của kịch bản gốc. Nhưng theo một số đánh giá thì đạo diễn đã không thể dựng được bộ phim theo như kịch bản ban đầu. Có lẽ vì nhà sản xuất giới hạn thời lượng bộ phim có 90 phút nên bản dựng cuối cùng của phim tuy được đánh giá tốt nhưng vẫn gây cảm giác chóng vánh cho người xem.
Theo một số nhà quản lí điện ảnh, bộ phim thể hiện quan điểm và cái nhìn của một người Việt xa xứ. Không sai lệch, không phản cảm mà còn đưa ra được những cách nhìn mới về câu chuyện cũ. Bộ phim có tiết tấu nhanh, hình ảnh đẹp, ấn tượng, diễn viên diễn tròn vai, chuyện phim gần gũi và nhẹ nhàng.
Các bài hát trong phim được Tinna Tình trình bày khá lạ và độc đáo. Nhưng âm thanh và nhạc nền được sắp đặt không hợp lý, khi thì lấn át lời thoại, khi thì lạc lõng với mạch phim.

### Giải thưởng
Tại Liên hoan phim Việt Nam lần thứ 16 tổ chức cuối năm 2009, ở hạng mục Phim điện ảnh, 14 ngày phép giành giải Phim được khán giả yêu thích nhất còn người mẫu Bình Mình giành giải Nam diễn viên phụ xuất sắc, sau đó anh cũng thắng giải cùng hạng mục tại giải Cánh diều 2009.
Tại lễ trao giải Cánh diều 2009 tổ chức đầu năm 2010, 14 ngày phép giành được giải Cánh diều Bạc và chiến thắng 4 trong số 11 giải còn lại của hạng mục Phim điện ảnh, thành tích này chỉ xếp sau bộ phim chiến tranh Đừng đốt của đạo diễn Đặng Nhật Minh, với 6 giải cùng hạng mục.
| Năm  | Sự kiện                            | Hạng mục đề cử                    | Nhận giải     | Kết quả           | Chú thích |
| ---- | ---------------------------------- | --------------------------------- | ------------- | ----------------- | --------- |
| 2010 | Giải Cánh diều lần thứ 8           | Nam diễn viên phụ xuất sắc        | Đoạt giải     | Thái Hòa          |           |
| 2010 | Giải Cánh diều lần thứ 8           | Nam diễn viên chính xuất sắc      | Đoạt giải     | Trịnh Hội         |           |
| 2010 | Giải Cánh diều lần thứ 8           | Biên kịch xuất sắc                | Đoạt giải     | Nguyễn Trọng Khoa |           |
| 2010 | Giải Cánh diều lần thứ 8           | Phim truyện điện ảnh              | Cánh Diều Bạc | bộ phim           |           |
| 2009 | Liên hoan phim Việt Nam lần thứ 16 | Phim được khán giả yêu thích nhất | Đoạt giải     | bộ phim           |           |
| 2009 | Liên hoan phim Việt Nam lần thứ 16 | Nam diễn viên phụ xuất sắc        | Đoạt giải     | Bình Minh         |           |